# Kaaimaneilanden
De Kaaimaneilanden, ook Caymaneilanden (Engels: Cayman Islands), zijn een Brits overzees gebied en liggen ten zuiden van Cuba in de Caraïbische Zee. De Kaaimaneilanden zijn vooral bekend als een van de belangrijkste belastingparadijzen ter wereld.

## Geschiedenis
De Kaaimaneilanden werden voor het eerst gezien door Columbus, tijdens diens vierde reis naar de Nieuwe Wereld. Hij had alleen de twee oostelijke eilanden gezien. Hij noemde deze eilanden Las Tortugas vanwege de vele zeeschildpadden in de wateren eromheen. Na verloop van tijd kreeg de eilandengroep de naam Los Lagartos, wat vrij vertaald De Alligators betekent, vanwege de spitssnuitkrokodillen die er destijds nog voorkwamen. De eerste Engelsman die een voet op de eilanden zette, was Sir Francis Drake in 1586. Hij gaf de eilanden de huidige naam: Cayman Islands.
De eilanden werden in 1670, evenals het naburige Jamaica, ingelijfd bij het Koninkrijk Engeland. De Kaaimaneilanden waren eerst een deel van de kolonie Jamaica, toen deze nog onder Brits bestuur was. Na de onafhankelijkheid van Jamaica in 1962 werden de Kaaimaneilanden een Brits overzees territorium. Het eiland Grand Cayman werd zwaar getroffen in september 2004, toen orkaan Ivan 70% van de bebouwing beschadigde. Ivan was de zwaarste orkaan die de eilanden getroffen heeft in 86 jaar.

## Geografie
De Kaaimaneilanden liggen in het westen van de Caraïbische Zee. De drie eilanden liggen 770 km ten zuiden van Miami (Florida, VS), 240 km ten zuiden van Cuba en 290 km ten noordwesten van Jamaica. Het eiland Grand Cayman is verreweg het grootste eiland van de drie, met een oppervlakte van 197 km². De andere eilanden, Cayman Brac en Little Cayman, liggen 145 km oostwaarts, en hebben een oppervlakte van respectievelijk 36 en 26 km².

## Eilanden
- Grand Cayman
- Cayman Brac
- Little Cayman

## Politiek
De Kaaimaneilanden zijn een Brits overzees territorium. De Britse koning wordt vertegenwoordigd door een gouverneur. De huidige gouverneur is Anwar Choudhury, die op 26 maart 2018 de vorige gouverneur Helen Kilpatrick opvolgde.
Het volk kiest elke vier jaar een parlement van vijftien leden. Van de parlementsleden worden er vijf gekozen om te fungeren als ministers in het kabinet. Sinds 29 mei 2013 is Alden McLaughlin regeringsleider.
In internationale kringen worden de Kaaimaneilanden vertegenwoordigd door het Verenigd Koninkrijk. De regering onderhoudt betrekkingen met de Verenigde Staten, Jamaica en Groot-Brittannië.

## Bestuurlijke indeling
De Kaaimaneilanden zijn verdeeld in zeven districten:
- Bodden Town
- Cayman Brac Island
- East End
- George Town
- Little Cayman Island
- North Side
- West Bay

## Demografie
De Kaaimaneilanden hebben een bevolking van 61.944 (2020) mensen. De bevolking bestaat uit ongeveer honderd verschillende nationaliteiten. Ongeveer de helft van de bevolking komt van oorsprong van de Kaaimaneilanden.
De bevolking op de eilanden is vrijwel geheel christelijk. De levensstandaard is een van de hoogste in het Caraïbische gebied. Een meerderheid van de bevolking woont op Grand Cayman, op Cayman Brac wonen circa tweeduizend mensen. Little Cayman wordt bevolkt door ongeveer tweehonderd personen.
De hoofdstad en belangrijkste stad is George Town.

## Economie
Voorheen was de economie van de Kaaimaneilanden vooral gericht op het vangen van schildpadden. Dit bestaansmiddel verdween echter in de 20e eeuw, en de lokale economie ging zich richten op het toerisme en de bancaire sector. De Verenigde Staten zijn de grootste handelspartner van de Kaaimaneilanden.
Met een gemiddeld inkomen van $35.000 hebben de eilanden de hoogste levensstandaard van het Caraïbisch gebied. De Kaaimaneilanden hebben hun eigen valuta: de Kaaimaneilandse dollar.
Jaarlijks verblijven miljoenen toeristen op de Kaaimaneilanden. Het merendeel van de toeristen verblijft op Grand Cayman. De belangrijkste bezienswaardigheid is The Seven Mile Beach, een van de mooiste stranden ter wereld.
Een andere belangrijke economische sector van de Kaaimaneilanden is de financiële sector. Meer dan 70.000 ondernemingen (2005) zijn om belastingredenen gevestigd op de eilanden.
De Kaaimaneilanden staan op de grijze lijst van fiscale paradijzen van de OESO. Deze situatie berokkent schade aan de financiële industrie en de handelsbetrekkingen. De regering zet zich dan ook in om hier verandering in te brengen. Sinds begin 2009 hebben de Kaaimaneilanden informatie-uitwisselingsverdragen, TIEAS, ondertekend met negen landen waaronder de Scandinavische landen, Ierland en Nederland. In 2014 werd een verdrag met België gesloten. In 2001 werd reeds een TIEAS gesloten met de USA. Verdragen met andere landen zijn in onderhandeling.
Op het eiland is ook een van de grootste vliegvelden van de West-Caraïben gevestigd: het Owen Roberts International Airport dat tevens de thuisbasis van Cayman Airways is.

## Gezondheidszorg
De eilanders hebben de beschikking over twee ziekenhuizen: een gefinancierd door de overheid en een particulier ziekenhuis.
Akrotiri en Dhekelia · Anguilla · Bermuda · Brits Antarctisch Territorium · Brits Indische Oceaanterritorium · Britse Maagdeneilanden · Falklandeilanden · Gibraltar · Kaaimaneilanden · Montserrat · Pitcairneilanden · Sint-Helena, Ascension en Tristan da Cunha · Turks- en Caicoseilanden · Zuid-Georgia en de Zuidelijke Sandwicheilanden
Brits Kroonbezit: Guernsey · Jersey · Man
Antigua en Barbuda · Bahama's · Barbados · Belize · Canada · Costa Rica · Cuba · Dominica · Dominicaanse Republiek · El Salvador · Grenada · Guatemala · Haïti · Honduras · Jamaica · Mexico · Nicaragua · Panama · Saint Kitts en Nevis · Saint Lucia · Saint Vincent en de Grenadines · Trinidad en Tobago · Verenigde Staten

Land van het Koninkrijk der Nederlanden: Aruba · Curaçao · Sint Maarten

Nederlands openbaar lichaam: Bonaire · Sint Eustatius · Saba

Frans overzees departement: Guadeloupe · Martinique

Overzees gebied van het Verenigd Koninkrijk: Anguilla · Bermuda · Britse Maagdeneilanden · Kaaimaneilanden · Montserrat · Turks- en Caicoseilanden

Overige gebieden: Amerikaanse Maagdeneilanden · Clipperton · Groenland · Puerto Rico · Saint-Barthélemy · Saint-Martin · Saint-Pierre en Miquelon